# Ламли, Джоанна
Дама Джоанна Ламонд Ламли (англ. Joanna Lamond Lumley, род. 1 мая 1946) — британская актриса и фотомодель.

## Ранняя жизнь
Джоанна Ламонд Ламли родилась 1 мая 1946 года в городе Сринагар (Джамму и Кашмир, Британская Индия). Её мать, Тира Беатрис Роуз (девичья фамилия — Уир), была англичанкой. Её дед, подполковник Лесли Уир, родился в Гхазипуре и служил офицером в Кашмире, был близким другом Далай-ламы XIII.
Её отец, майор Джеймс Рутерфорд Ламли, родился в Лахоре (ныне часть Пакистана) и имел шотландские и английские корни. Он был прямым потомком генерал-майора сэра Джеймса Рутерфорда Ламли и сам служил офицером в 6-м Собственном королевы Елизаветы гуркском пехотном полку Британской индийской армии в Бирме во время Второй мировой войны, в особенности в сражении при Могаунге. Его жизнь спас Тул Бахадур Пун.
Родители Джоанны Ламли поженились в 1941 году. У неё сохранились ранние воспоминания о жизни в тропиках.
Её родители поехали в Англию в отпуск на лайнере HMT Empire Windrush. Когда её родители вернулись в Азию, она осталась, поступив в школу Миклдин в деревне Ролвенден (район Ашфорд, графство Кент). Ей было восемь лет, что позднее описывала как «парализующе юной». С 11 до 17 лет посещала Монастырскую школу Святой Марии Холмхёрст в пригороде Гастингса, управляемой религиозным орденом Общиной Святого семейства:
Особенно я любила свою вторую школу, англокатолический монастырь в холмах за Гастингсом. Монахини носили синие чулки и были мозговитые и прекрасные. Всего было 70 школьников, и я была довольна как слон.
Оригинальный текст (англ.)I especially loved my second boarding school, an Anglo-Catholic convent in the hills behind Hastings. The nuns wore blue stockings and were brainy and lovely. There were 70 boarders and I was happy as a clam.

После того как в 16 лет ей отказала Королевская академия драматического искусства, Ламли поступила в Женский пансион Люси Клейтон в Лондоне.

## Биография
Актёрскую карьеру она начинала на британском телевидении в середине 1960-х. Одним из первых её появлений на большом экране стало исполнение небольшой роли девушки Бонда в фильме «На секретной службе Её Величества» в 1969 году. В дальнейшем Ламли снималась в основном на телевидении в многочисленных телесериалах, например "Новые Мстители". В начале 1980-х дважды появилась в фильмах из цикла о Розовой пантере — «След Розовой пантеры» и «Проклятие Розовой Пантеры». Наибольшую популярность актрисе принесла роль Пэтси, подруги Эдины, в популярном телесериале «Ещё по одной». За время показа с 1992 по 2005 год актриса дважды становилась лауреатом премии BAFTA.
Помимо актёрской карьеры, Джоанна Ламли выступает активисткой в ряде благотворительных организаций по защите животных, а также состоит в Королевском географическом обществе. В 1995 году актриса была награждена орденом Британской империи степени офицера, а в 2022 — степени Дамы-командора. Наряду с Ричардом Гиром, Ламли является почётным покровителем Драконовой школы Белого Лотоса, а также является одним из попечителей Фонда доктора Хэдвина.

## Фильмография
| Год       |     | Русское название                          | Оригинальное название                   | Роль                                                        |
| --------- | --- | ----------------------------------------- | --------------------------------------- | ----------------------------------------------------------- |
| 1969      | ф   | На секретной службе Её Величества         | On Her Majestys Secret Service          | одна из девушек Джеймса Бонда                               |
| 1970      | ф   | Нарушение Бамбо                           | The Breaking Of Bumbo                   | Сьюзи                                                       |
| 1971      | ф   | Дом, где стекает кровь                    | The House That Dripped Blood            | девушка из съмочной группы                                  |
| 1973      | с   | Улица Коронации                           | Coronation Street                       | Элейн Перкинс (8 серий)                                     |
| 1973      | ф   | Дьявольские обряды Дракулы                | The Satanic Rites of Dracula            | Джессика Ван Хельсинг                                       |
| 1982      | ф   | След Розовой пантеры                      | Trail Of The Pink Panther               | Мари Жувье                                                  |
| 1983      | ф   | Проклятие Розовой Пантеры                 | Curse of the Pink Panther               | графиня Чандра                                              |
| 1989      | ф   | Ширли Валентайн                           | Shirley Valentine                       | Марджори                                                    |
| 1990      | ф   | Призрак в Монте-Карло                     | A Ghost in Monte Carlo                  | леди Дрейтон                                                |
| 1992—2012 | с   | Ещё по одной                              | Absolutely Fabulous                     | Пэтси (все 39 серий)                                        |
| 1995      | ф   | Невинная ложь                             | Innocent Lies                           | леди Хелена Грейвз                                          |
| 1995      | мс  | Забытые игрушки                           | The Forgotten Toys                      | Энни (голос, все 26 серий)                                  |
| 1996      | ф   | Джеймс и гигантский персик                | James and the Giant Peach               | тётя Спайкер                                                |
| 1996      | с   | Розанна                                   | Roseanne                                | Пэтси Стоун (серия «Satan, Darling»)                        |
| 1997      | ф   | Принц Вэлиант                             | Prince Valiant                          | Моргана Ли Фей                                              |
| 1998      | тф  | Суини Тодд                                | The Tale of Sweeney Todd                | миссис Ловетт                                               |
| 1999      | кор | Доктор Кто и проклятие неизбежной смерти  | Doctor Who and the Curse of Fatal Death | Доктор-женщина                                              |
| 1999      | тф  | Алиса в Стране чудес                      | Alice in Wonderland                     | Тигровая Лилия                                              |
| 1999      | ф   | Роковые выстрелы                          | Parting Shots                           | Фреда                                                       |
| 2000      | ф   | Всё возможно, детка                       | Maybe Baby                              | Шила                                                        |
| 2001      | ф   | Смерть в Голливуде                        | The Cat's Meow                          | Элинор Глин                                                 |
| 2004      | ф   | Евротур                                   | EuroTrip                                | сотрудница хостела                                          |
| 2004      | ф   | Заколдованная Элла                        | Ella Enchanted                          | леди Ольга                                                  |
| 2004—2011 | с   | Мисс Марпл Агаты Кристи                   | Agatha Christie's Marple                | Долли Бантри (2 серии)                                      |
| 2005      | мф  | Волшебное приключение                     | The Magic Roundabout                    | Эрминтруда (голос)                                          |
| 2005      | мф  | Труп невесты                              | Tim Burton's Corpse Bride               | Мадлен Эверглот (голос)                                     |
| 2006—2008 | с   | Джем и Иерусалим                          | Jam & Jerusalem                         | Делайла Стэгг (6 серий)                                     |
| 2009      | с   | Льюис                                     | Lewis                                   | Эсме Форд (серия «Counter Culture Blues»)                   |
| 2009      | мф  | Профессор Лейтон и бессмертная дива       | Professor Layton and the Eternal Diva   | Стелла (голос)                                              |
| 2010      | мф  | Союз зверей                               | Animals United                          | Жизелль (голос)                                             |
| 2013      | с   | Джонатан Крик                             | Jonathan Creek                          | Розалинд Тартикофф (серия «The Clue of the Savant's Thumb») |
| 2013      | ф   | Волк с Уолл-стрит                         | The Wolf of Wall Street                 | тётя Эмма                                                   |
| 2014      | ф   | Мисс Переполох                            | She's Funny That Way                    | Вивиан Клермонт                                             |
| 2015      | ф   | Всё могу                                  | Absolutely Anything                     | Фенелла                                                     |
| 2016      | ф   | До встречи с тобой                        | Me Before You                           | Мэри Ролинсон                                               |
| 2017      | ф   | Приключения Паддингтона 2                 | Paddington 2                            | Фелисити Фэншоу                                             |
| 2017      | ф   | Познакомься с новыми обстоятельствами     | Finding Your Feet                       | Джеки                                                       |
| 2018      | ф   | 71-я церемония премии BAFTA               | 71st British Academy Film Awards        | ведущая                                                     |
| 2019      | кор | Разрядка смехом: Телохранитель            | Comic Relief: Bodyguard                 | премьер-министр                                             |
| 2020      | ф   | Певица на всю голову                      | Falling for Figaro                      | Меган Джоффри-Бишоп                                         |
| 2022      | с   | Королевские гонки Ру Пола: Великобритания | RuPaul’s Drag Race UK                   | приглашённая судья (серия 4.1)                              |
| 2023      | мс  | Остров летнего лагеря                     | Summer Camp Island                      | взрослая Сьюзи (голос, 2 серии)                             |
| 2024      | с   | Единожды солгав                           | Fool Me Once                            | Джудит Беркетт (все 8 серий)                                |
| 2024      | ф   | Евровидение-2024                          | Eurovision Song Contest 2024            | глашатай                                                    |
| 2025      | с   | Уэнздей                                   | Wednesday                               | Бабушка                                                     |

## Награды
- British Comedy 1993 — «Лучшая комедийная актриса» («Ещё по одной»)
- BAFTA 1993 — «Лучшая развлекательная роль» («Ещё по одной»)
- BAFTA 1995 — «Лучшая комедийная роль» («Ещё по одной»)
- BAFTA 2000 — «Специальная премия» (вместе с Дайаной Ригг, Онор Блэкман и Линдой Торсон) («Мстители»)
- National Television Awards 2013 — «Специальная премия за признание».
- BAFTA 2017 — BAFTA Academy Fellowship Award